# DM i cykelcross 2004
Danmarksmesterskaberne i cykelcross 2004 var den 35. udgave af DM i cykelcross. Mesterskabet fandt sted 11. januar 2004 på en rundstrækning ved Vejen Idrætscenter i Vejen.
Hos kvinderne vandt Nadine Bruhn sit første danmarksmesterskab i cykelcross, efter hun vandt sølv året før. I herrerækken vandt Kim Sigmann Petersen sit andet senior-DM.

## Resultater
| Event        | Guld                 | Sølv                             | Bronze              |
| ------------ | -------------------- | -------------------------------- | ------------------- |
| Herrer       |                      |                                  |                     |
| Herrer elite | Kim Sigmann Petersen | Tommy Moberg Nielsen             | Joachim Parbo       |
| Herrejunior  | Michael Qvindberg    | Esben Blicher                    | Brian Tønsberg Vile |
| Damer        |                      |                                  |                     |
| Damer elite  | Nadine Bruhn         | Karen Vinther Villadsen Jacobsen | Lis Jacobsen        |